# عزيز صدقي
عزيز صدقي (يوليو 1920 - 25 يناير 2008)، رئيس وزراء مصر الأسبق. ولد في مدينة القاهرة عام 1920 وتخرج من كلية الهندسة جامعة القاهرة (قسم العمارة) عام 1944 وحصل على الدكتوراه في التخطيط الإقليمي والتصنيع من جامعة هارفارد الأمريكية عام 1950.
وفي عام 1951 عمل الدكتور عزيز صدقي بوظيفة مدرس بكلية الهندسة
وفي عام 1953 عُيّن مستشارا فنيا لرئيس الوزراء ومديرا عامّا لمشروع مديرية التحرير
واختير وزيراً للصناعة عام 1956 ليكون أول وزير صناعة مصري، ثم نائبا لرئيس الوزراء للصناعة والثروة المعدنية 1964 ثم مستشارا لرئيس الجمهورية في شئون الإنتاج 1966.
وتقلد صدقي منصب وزير الصناعة والثروة المعدنية عام 1968، وأصبح عضواً بمجلس الأمة عام 1969 وعضواً بالمجلس الأعلى للدفاع المدني عام 1970 ، وعضواً باللجنة العليا للإعداد للمعركة 1972،
و في مارس 1972 عينه الرئيس أنور السادات رئيسا للوزراء ثم مساعداً لرئيس الجمهورية 1973 وكان له دور كبير في تحقيق النصر في حرب أكتوبر 1973. توفي في يوم الجمعة الموافق 25 يناير 2008 عن عمر يناهز 88 عاما.
وكان د. عزيز صدقي نائب رئيس مجلس أمناء المؤسسة العربية للديمقراطية.

## وصلات خارجية
- عزيز صدقي على موقع الموسوعة البريطانية (الإنجليزية)
- عزيز صدقي على موقع مونزينجر (الألمانية)
- حوار لعزيز صدقي مع أحمد منصور في قناة الجزيرة
- خبر وفاة عزيز صدقي من موقع مصراوي
- وفاة عزيز صدقي من موقع رويترز نسخة محفوظة 28 يناير 2008 على موقع واي باك مشين.